# Mentha cervina
Mentha cervina (фр. Menthe des Cerfs, ісп. Mentha de Burro) — вид губоцвітих рослин родини глухокропивових.

## Поширення, екологія
Країни поширення: Алжир; Франція; Марокко; Португалія; Іспанія. Знаходиться в водно-болотних угіддях і тимчасово затоплених місцях проживання (басейни, річки, луки). Це багаторічний вид, який цвіте навесні і влітку. Це світлолюбний вид, чутливий до тіні і до модифікації водних режимів.

## Морфологія
Це багаторічна, трав'яниста рослина, яка досягає росту від 10 до 30 сантиметрів. Листя розміром 1—2,5 × 0,1—0,4 сантиметрів. Вони лисі й сидячі. Верхні листки лопатеві. Крона фіолетова або біла. Квітки гермафродити (є і чоловічі і жіночі органи) і запилюються комахами. Період цвітіння триває з червня по вересень.

## Використання
Рідко використовується як декоративна рослина для альпінаріїв. Листки мають сильний м'ятний аромат і можуть бути використані, щоб зробити трав'яний чай. Ефірна олія в листках є антисептиком, хоча воно токсичне у великих дозах. Пацюкам і мишам дуже не подобаються запах м'яти. Тому рослина використовувалося в будинках і засіках як посипальня трава, щоб тримати гризунів подалі.

## Загрози та охорона
Основною загрозою є руйнування місця існування антропогенною діяльністю, такі як зміни в гідрології або дренажу, сільське господарство, заповнення та греблі. У Франції, види захищена на національному та регіональному рівні й перебуває в природному заповіднику фр. Roque-Haute. У Північній Африці немає заходів щодо збереження.